# Човек са гвозденом маском (филм)
Човек са гвозденом маском (енгл. The Man in the Iron Mask) је амерички филм из 1998. године. Режирао га је Рандал Волас.

## Улоге
| Глумац            | Улога                   |
| ----------------- | ----------------------- |
| Леонардо Дикаприо | Краљ Луј XIV/Филип      |
| Џон Малкович      | Атос                    |
| Џереми Ајронс     | Арамис                  |
| Габријел Берн     | Д'Артањан               |
| Жерар Депардје    | Портос                  |
| Питер Сакршгорд   | Раул                    |
| Жидит Годреш      | Кристина                |
| Ан Паријо         | Краљица Ана             |
| Едвард Атертон    | Поручник Андре          |
| Хју Лори          | Пјер, краљев саветник   |
| Дејвид Лоу        | Саветник краља Луја XIV |

## Зарада
- Зарада у САД - 56.968.902 $
- Зарада у иностранству - 126.000.000 $
- Зарада у свету - 182.968.902 $